# Höhlenbefahrung

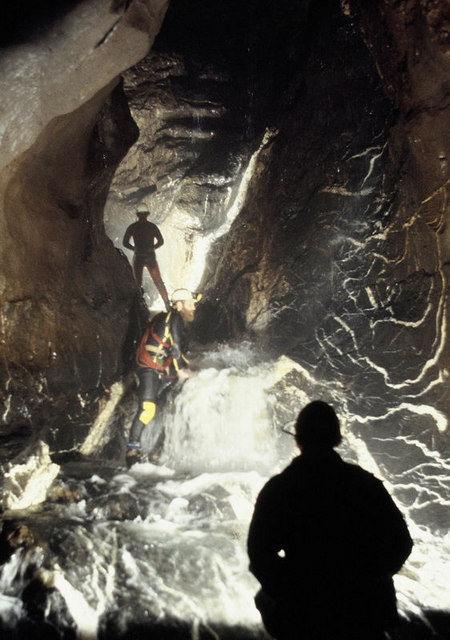
Befahrung der Höhle Ogof Ffynnon Ddu, Wales

Als Höhlenbefahrung bezeichnet man in der Höhlen- und Karstforschung die Exkursion in eine Höhle.

## Ziele
Neben der Erkundung und Untersuchung von Höhlen für wissenschaftliche Zwecke zählen zu den weiteren Belangen zum Beispiel das Höhlentrekking als Hobby und die Erlebnispädagogik für Kinder und Jugendliche.

## Naturschutz
Bei den Exkursionen ist den Belangen von Höhlen- und Naturschutz Rechnung zu tragen.

## Ausrüstung
Zur Ausrüstung zählen Schlufanzug und schnelltrocknende Unterbekleidung, Bergschuhe oder weiche Gummistiefel mit gut profilierter Sohle. Der Helmset muss zwei unabhängige Lichtsysteme besitzen. Zum Klettern werden ein Gurtset mit Hüft- und Brustgurt, ein Abseilset und ein Steigset, sowie eine Selbstsicherung benötigt. Zur Ausstattung sollte ferner ein Survival kit in einer Weithalstonne zählen, der unter anderem die Errichtung eines Notfallzelts erlaubt.

## Befahrungstechnik
Schmale oder niedrige Höhlengänge sind meist so eng, dass sie schlufend (kriechend) befahren werden müssen.
Beim Klettern wird die Einseiltechnik angewandt, insbesondere beim Abseilen und Aufsteigen in tiefen und oft engen Schächten.
Besondere Gefahren beinhaltet das Höhlentauchen.

## Teilnehmersicherheit
Die Befahrung einer Höhle sollte in einer Gruppe von mindestens drei Personen erfolgen. So kann bei Unfällen eine Person beim Verletzten bleiben, eine weitere Person Hilfe holen.
Höhlenrettung dient der Bergung und medizinischen Versorgung von verletzten Höhlenforschern oder -touristen aus Höhlen und unterirdischen Hohlräumen. Besondere Techniken und Ausrüstung sind erforderlich. Zu den notwendigen Grundkenntnissen zählen Erste Hilfe und die Bergung einer Person am Seil.
Zu den möglichen Infektionskrankheiten aus Höhlenbefahrungen zählen Borreliose, Histoplasmose, Leptospirose, Marburgfieber und Tollwut.